# Félifax
Félifax est un personnage de fiction créé par Paul Féval fils dont les aventures littéraires furent publiées dans deux volumes parus en 1929 et 1930. Issu d'une expérience génétique, cet homme-tigre a acquis la force et la souplesse du félin.
Personnage oublié pendant 70 ans, il connaît de nouvelles aventures dans la série anthologique Les Compagnons de l'Ombre dirigée par Jean-Marc Lofficier, puis dans la série de bande dessinée de Serge Lehman La Brigade chimérique.

## Présentation du personnage
En Inde, dans la ville de Bénarès, deux individus aux motivations différentes s'allient pour créer un hybride homme-tigre. Tandis que le chirurgien anglais Edmund Sexton est obsédé par les greffes, le brahmane Sourina cherche, quant à lui, à créer un surhomme devant mener le peuple à se rebeller contre la domination britannique.
Pour atteindre le but fixé, Sexton procède à l'insémination artificielle d'une jeune hindoue par un tigre. Bien que l'accouplement échoue, la jeune femme remariée à un hindou, donne finalement bien naissance à un enfant possédant les caractéristiques d'un tigre. Doué d'une autorité naturelle sur les fauves, il a également une souplesse et une force hors du commun. Enfin, lorsqu'il se met en colère, ses yeux changent pour devenir ceux des félins, sur son corps apparaissent les zébrures caractéristiques des tigres et il dégage une odeur de fauve. Néanmoins, au cours de Londres en folie, il parvient à trouver un sérum qui neutralise son odeur féline.
Devenu adulte, Félifax cherche à se venger de ceux qui sont à l'origine de son existence.

## Œuvres faisant intervenir Félifax

### Par Paul Féval fils
Les aventures originales de Félifax s'étalent sur deux romans. Cependant, compte tenu de la fin brusque, soit le deuxième volume est inachevé, soit Paul Féval fils avait prévu une suite qu'il ne publia pas.
1. Félifax, l'homme-tigre (1929)
2. Londres en folie (1930)

### Par d'autres auteurs
Félifax eut droit à de nouvelles aventures dans la série anthologique Les Compagnons de l'Ombre, dirigée par Jean-Marc Lofficier, où il côtoie d'autres personnages de fiction tels que Mowgli, Harry Dickson ou encore Sâr Dubnotal.
Par ailleurs, il apparaît en 2009 dans la série de bandes-dessinées La Brigade chimérique de Serge Lehman et Gess, aux côtés de nombreux héros de fiction de la première moitié du XXe siècle.
En 2022, Serge Lehman offre de nouvelles aventures à Félifax, dont l'action est situé au début du XXIe siècle. Cependant, le héros « tigre » est à présent incarné par Béatrice Ortega, une néo-féministe au langage fleuri.